# L'Expédition de Humphry Clinker
L’Expédition de Humphry Clinker, publié à Londres le 17 juin 1771, est un roman épistolaire et picaresque de Tobias Smollett.
Considéré par beaucoup comme, de loin, la plus drôle et la meilleure œuvre de Smollett, l’Expédition de Humphry Clinker est le dernier de ses romans picaresques. Il consiste en lettres écrites par cinq personnages différents. La majeure partie de l’intrigue résulte des différences dans les descriptions des mêmes événements par les différents participants.
L'attribution des motifs et la description des comportements montrent des contrastes extrêmes et sont révélateurs du caractère du narrateur. Situé dans les stations thermales et les stations balnéaires fréquentées par la haute société du XVIIIe siècle, le cadre de l'action fournit aux personnages beaucoup d'occasions d'observations satiriques sur la vie et les comportements anglais. Les propres voyages de Smollett en Écosse, en France et en Italie lui ont inspiré l'intrigue de son œuvre.

## Sujet
Le personnage principal, Humphry Clinker, est un valet d’écurie dans une auberge qui n’apparaît qu’au quart de l’histoire. Un Gallois du nom de Matthew Bramble, qui voyage avec sa famille en Angleterre, s’occupe de lui. Diverses aventures leur arrivent, particulièrement après qu’un Écossais du nom de lieutenant Lismahago se joint à leur groupe. Après divers intermèdes romantiques, Humphry est emprisonné, mais est sauvé avant d’être rendu à son amoureuse, la bonne Winifred Jenkins. On découvre alors que Humphry est le fils illégitime de M. Bramble qui l’a conçu avec une serveuse pendant ses années universitaires.

## Édition moderne
- L'expédition d'Humphry Clinker, Trad. Jean Giono et Catherine d’Ivernois, Paris, Gallimard, coll. « Les Classiques anglais », 1955.